# خافيير مولينا
خافيير مولينا (بالإنجليزية: Javier Molina)‏ مواليد 2 يناير 1990 في سيتي أوف كوميرسي، هو ملاكم محترف أمريكي يصنف ضمن فئة الوزن المتوسط. شارك في دورة الألعاب الأولمبية الصيفية سنة 2008. شارك شقيقه أوسكار مولينا مع المكسيك في الألعاب الأولمبية الصيفية 2012.

## إحصائيات
خاض خلال مسيرته 25 نزالا، فاز في 22 ولم يتعادل وخسر في 3. فاز بالضربة القاضية في 9 نزالا.

## روابط خارجية
- خافيير مولينا على موقع بوكس ريك (الإنجليزية) (registration required)
- خافيير مولينا على موقع أوليمبيديا (الإنجليزية)